# Amajari
Amajari – miasto i gmina w Brazylii, w stanie Roraima. Znajduje się w mezoregionie Norte de Roraima i mikroregionie Boa Vista.